# Eck bei Dorfen
Eck bei Dorfen ist ein Gemeindeteil der Stadt Dorfen im oberbayerischen Landkreis Erding.

## Lage
Der Weiler Eck bei Dorfen liegt 350 Meter nördlich der Autobahn A 94, in der Luftlinie 1,8 Kilometer südwestlich der Marktkirche von Dorfen.

## Bevölkerungsentwicklung
In Eck bei Dorfen gab es 1871 insgesamt 26 Einwohner. Im Mai 1987 lebten dort 19 Einwohner in drei Wohngebäuden, von denen eines in zwei Wohnungen aufgeteilt war.
| Jahr      | 1871 | 1925 | 1950 | 1987 |
| Einwohner | 26   | 20   | 20   | 19   |